# إدوارد جورج ريان
إدوارد جورج ريان (بالإنجليزية: Edward George Ryan)‏ هو قاضي ومحامي وسياسي أمريكي، ولد في 13 نوفمبر 1810 في نيويورك في الولايات المتحدة، وتوفي في 19 أكتوبر 1880 في ماديسون في الولايات المتحدة.